# 明道 (沖縄市)
明道（あけみち）は、沖縄県沖縄市の字。郵便番号は904-2152。

## 地理
沖縄市東部に位置する。北でうるま市赤道、東でうるま市江洲、南で美里、西で松本と接する。沖縄県道85号沖縄環状線が南辺を走る。

## 歴史
沖縄戦後、具志川市赤道集落の大部分の土地を米軍に接収され、それまでの赤道の住民は隣接する美里村松本に移住した。その後、接収された赤道集落は米軍から返還されたが一部の住民が移住先の松本でそのまま暮らすようになり、明道自治会を設立。平成元年、住居表示に伴い正式に明道として地名が登録される。

## 地名の由来
沖縄県うるま市赤道と区別する為に明道とした。また、明るい道と言うことで沖縄戦後の荒れた大地に明るい未来（道）が来るようにとの思いも込められている。

## 施設
- 明道公園
- 明道公民館